# Philadelphus tsianschanensis
Philadelphus tsianschanensis är en hortensiaväxtart som beskrevs av Wang et Li. Philadelphus tsianschanensis ingår i släktet schersminer, och familjen hortensiaväxter. Inga underarter finns listade i Catalogue of Life.